# OpenWrt
OpenWrt és un projecte de codi obert per a sistemes operatius encastats basat en el sistema GNU/Linux i emprat en dispositius tipus router o encaminadors. OpenWrt és un microprogramari format amb els components Linux, util-linux, uClibc o musl, i BusyBox. OpenWrt es configura mitjançant un intèrpret d'ordres. Pot executar-se en diversos tipus de dispositius com encaminadors, passarel·les, telèfons intel·ligents, tauletes i ordinadors portàtils.

## Característiques
- Instal·lació de paquets amb l'eina opkg.
- Múltiples possibilitats de gestió de xarxa:
  - IPv4
  - IPv6
  - Encaminat de paquets amb iproute2, Quagga, BIRD, Babel etc.
  - Xarxes en malla a través de B.A.T.M.A.N., OLSR i IEEE 802.11s
  - Funcionalitats Wi-Fi: repetidor, punt d'accés (gateway), pont (bridge).
- Suporta el maquinari de Linux: impressores, càmeres web, memòria USB, targetes de so, etc.
- Servidor DNS
- Funcionalitat VPN, VoIP

## Història i versions
| Etiqueta | Nom de codi         | Versió    | Data sortida  | Nucli Linux | Biblioteca estàndard C | Paquets binaris | Paquests font | Notes |
| -------- | ------------------- | --------- | ------------- | ----------- | ---------------------- | --------------- | ------------- | --- |
| -        | pre Buildroot-NG    | 0.x       | -             | -           | uClibc                 | 474             | ≈310          | |
| r6268    | White Russian       | 0.9       | Gener 2006    | 2.4.30      | "                      | ≈360            | ≈140          | Basat en NVRAM |
| r7428    | Kamikaze            | 7.06      | Juny 2007     | 2.6.19      | "                      | ≈750            | ≈450          | Plataformes : atheros-2.6, au1000-2.6, brcm-2.4, brcm47xx-2.6, ixp4xx-2.6, imagicbox-2.6, rb532-2.6 i x86-2.6. |
| r7832    | Kamikaze            | 7.07      | Juliol 2007   | 2.6.21      | "                      | ≈790            | ≈475          | Nova plataforma amcc-2.6 |
| r8679    | Kamikaze            | 7.09      | Setembre 2007 | 2.6.21      | "                      | ≈630            | ≈500          | |
| r14547   | Kamikaze            | 8.09      | Setembre 2008 | 2.6.28      | "                      | ≈1400           | ≈875          | Nova plataforma ar71xx |
| r16279   | Kamikaze            | 8.09.1    | Juny 2009     | 2.6.28      | "                      | ≈1400           | ≈875          | |
| r18961   | Kamikaze            | 8.09.2    | Gener 2010    | 2.6.28      | "                      | ≈1400           | ≈875          | |
| r20742   | Backfire            | 10.03     | Abril 2010    | 2.6.32      | "                      | ≈2350           | ≈1050         | Plataformes suportades : adm5120_mips, adm5120_mipsel, ar7, ar71xx, atheros, au1000, avr32, brcm-2.4, brcm47xx, brcm63xx, cobalt, ep80579, ifxmips, ixp4xx, kirkwood, octeon, orion, ppc40x, ppc44x, rb532, rdc, x86 and xburst. |
| r29594   | Backfire            | 10.03.1   | Desembre 2011 | 2.6.32      | "                      | ≈2950           | ≈1175         | |
| r36088   | Attitude Adjustment | 12.09     | Abril 2013    | 3.3         | "                      | ≈3450           | ≈1150         | Noves plataformes : i.MX23, i.MX6 and mvebu. |
| r42625   | Barrier Breaker     | 14.07     | Ontubre 2014  | 3.10.49     | "                      | ?               | ?             | |
| r46767   | Chaos Calmer        | 15.05     | Setembre 2015 | 3.18.20     | "                      | ?               | ?             | |
| -        | Chaos Calmer        | 15.05.1   | Març 2016     | 3.18.23     | "                      | ?               | ?             | |
| trunk    | Designated Driver   | en procès | -             | ≥4.1        | musl                   | ?               | ?             | |